# Haloci, Ujhorod
Haloci (în ucraineană Галоч) este localitatea de reședință a comunei Haloci din raionul Ujhorod, regiunea Transcarpatia, Ucraina.

## Demografie
Componența lingvistică a localității Haloci
     Maghiară (87,95%)
     Ucraineană (10,24%)
     Rusă (1,81%)
Conform recensământului din 2001, majoritatea populației localității Haloci era vorbitoare de maghiară (87,95%), existând în minoritate și vorbitori de ucraineană (10,24%) și rusă (1,81%).